# Pythagoræiske tal
Pythagoræiske talsæt er hele positive talsæt der tilfredsstiller den pythagoræiske læresætning:
a² + b² = c²
Eksempler er (3, 4, 5) og (5, 12 13), der findes uendelig mange pythagoræiske talsæt. For alle talsættene gælder at de kan skrives som:
{\displaystyle a=k\cdot (m^{2}-n^{2})\,:\,b=k\cdot (2mn)\,:\,c=k\cdot (m^{2}+n^{2})}
Hvor m, n og k er hele positive tal og m er større end n.